# Guercif
Guercif (arabisch جرسيف, Tarifit ⴳⴰⵔⵙⵉⴼ) ist eine marokkanische Stadt mit ca. 80.000 Einwohnern in der Region Oriental. Sie ist die Hauptstadt der gleichnamigen Provinz Guercif.

## Lage und Klima
Guercif liegt zwischen den östlichen Ausläufern des Rifgebirges im Norden und denen des Mittleren Atlas im Süden in einer Höhe von ca. 360 m. Durch die Stadt fließt der Oued Moulouya, einer der längsten Flüsse Marokkos und der einzige größere, der ins Mittelmeer mündet. Die Stadt ist an die im Jahr 2011 fertiggestellte und etwa 10 km nördlich verlaufende Autobahn Rabat–Fès–Oujda (A2) angeschlossen. Die nächstgrößeren Städte sind Taza (Fahrtstrecke ca. 68 km) bzw. Fès (ca. 190 km) im Westen und Nador (knapp 135 km) im Norden bzw. Oujda (ca. 165 km) im Nordosten. Das Klima in Guercif ist warm und trocken und insgesamt nahezu halbwüstenartig; Regen (ca. 250 mm/Jahr) fällt überwiegend im Winterhalbjahr.

## Bevölkerung
| Jahr      | 1994   | 2004   | 2014   | 2024   |
| Einwohner | 41.997 | 57.307 | 90.880 | 80.703 |

Weit über 80 % der Einwohner sind berberischer Abstammung; gesprochen werden Zentralatlas-Tamazight und Marokkanisches Arabisch. Der rapide Bevölkerungsanstieg in den letzten Jahrzehnten ist in erster Linie auf die Zuwanderung von Bergbewohnern in die größeren Städte zurückzuführen.

## Wirtschaft
Im Zentrum des wirtschaftlichen Geschehens steht immer noch die Landwirtschaft, in der – neben dem Anbau von Getreide (Gerste und Weizen) – der Olivenanbau eine große Rolle spielt. In ihrer Rolle als Provinzhauptstadt und regionales Zentrum sind Verwaltung, Banken- und Gesundheitswesen sowie Ausbildungs- und Transportwesen von zentraler Bedeutung für das Wirtschaftsleben der Stadt.

## Geschichte
Im ersten Jahrtausend n. Chr. war die Senke von Taza Durchgangsgebiet für römische bzw. arabisch-islamische Heere. Ansonsten hat die Region Taza-Guercif lediglich in der Zeit der Auseinandersetzung zwischen Almohaden und Meriniden im ausgehenden 13. Jahrhundert eine bedeutsame Rolle gespielt. Der Merinidensultan Abu Said Utman II. (reg. 1310–1331) ließ die damals kleine Stadt mit einer Mauer aus Stampflehm umgeben, von der sich jedoch nichts erhalten hat. Im 18. Jahrhundert ließ ein Alawidensultan in der damaligen Stadt eine aus Stampflehm konstruierte Festung (kasbah) errichten.
Von 1912 bis 1956 gehörte Guercif zu Französisch-Marokko. Im Jahr 1950 hatte Guercif etwa 3600 Einwohner – darunter 360 Europäer (meist Franzosen), 2835 Marokkaner (etwa zur Hälfte Araber und Berber) und 460 Juden. Im Jahr 1964 zählte die Stadt etwa 5500 Einwohner; 2014 waren es bereits über 90.000.

## Sehenswürdigkeiten
Von der einzigen Sehenswürdigkeit von historischer oder kultureller Bedeutung, der Kasbah, sind keine Spuren mehr zu sehen. Die Innenstadt macht einen insgesamt eher modernen Eindruck.